# اس‌اس مونگولیا (۱۹۲۲)
اس‌اس مونگولیا (۱۹۲۲) (به انگلیسی: SS Mongolia (1922)) یک کشتی است. این کشتی در سال ۱۹۲۲ ساخته شد.